# 아사부역
아사부역(일본어: 麻生駅, あさぶえき)은 일본 홋카이도 삿포로시 기타구에 위치한 삿포로 시영 지하철의 역이다.

## 역 구조
1면 2선의 섬식 승강장. 남쪽에 크로스식 전철기가 있고 북쪽에 건늠식 전철기와 세로로 2편성 유치할 수 있는 유치선이 2개 있다. 개통 이후, 남쪽 전철기는 사고 등으로 운행이 흐트러졌을 때를 제외하고 2번 승강장에서 주박한 열차(초전)과 심야의 도착 편의 일부(2개 중 동쪽의 유치선 및 1번 승강장에서 주박하는 열차) 밖에 쓰이지 않고 그 이외의 시간대에 도착할 전동차는 2번 승강장에서 북쪽의 유치선 상으로 일단 회송된 후 1번 승강장에 입선하고 마코마나이 행으로 출발하는 방식을 취하고 있었지만, 2012년 6월 4일부터는 남쪽의 전철기를 이용하는 승강장에서 반환점을 이용하는 방식으로 변경되었다. 난보쿠 선 최초의 스크린도어 설치역이다.
승강장 양단에는 계단과 에스컬레이터가 있고 승강장과 대합실을 연결하는 엘리베이터(통과형)는 전용 개찰구와 함께 승강장 중앙에 설치되었다.
역 출입구는 8곳이 있고 남쪽 출입구는 버스 터미널과 직결되고 있다. 북쪽의 1번 출입구는 구조물의 관계상 한 번 계단을 내려가서 다시 올라가는 특수한 구조로 되어 있다.

### 타는 곳
| 1・2 | 난보쿠 선 | 삿포로・오도리・마코마나이 방면 |

## 이용 현황
삿포로 시 교통국의 조사에 따르면 2015년도 1일 평균 승차 인원은 20,658명이다. 삿포로 시영 지하철에서는 삿포로 중심부의 삿포로역, 오도리 역에 이어 3위로
다른 노선과의 환승 없이 단독역으로는 1위이다.
최근 1일 평균 승차 인원의 추이는 다음과 같다.
| 연도 | 1일 평균 승차 인원 |
| ---- | ------------------ |
| 2008 | 22,030             |
| 2009 | 21,257             |
| 2010 | 21,263             |
| 2011 | 21,156             |
| 2012 | 21,348             |
| 2013 | 21,389             |
| 2014 | 21,116             |
| 2015 | 20,658             |

## 역 주변
니시 5초메 다카와도리, 오카다마쿠코도리 등 5개의 거리가 모여 있다. 역 부근은 상업지로 대형점 외에도 업무 빌딩과 중소 상인들이 밀집하여 있다. 삿쇼 선의 신코토니역은 북서쪽으로 약 500미터 떨어진 곳에 있다.
- 홋카이도 여객철도 삿쇼 선 신코토니역
- 국도 제231호선
- 삿포로 시 신코토니 도서관
- 기타 구 신코토니 도시 센터
- 기타 경찰서 아사부 파출소
- 삿포로 시 아사부 구장
- 삿포로 시 하수도 과학관
- 삿포로 기타 우체국
- 삿포로 아사부 우체국
- 이온 삿포로 아사부점 (역과 직결)

## 역사
- 1978년 3월 16일: 영업 개시.
- 2008년 11월 1일: JR선의 불통 시를 대비하여 신코토니역에서 당역을 통한 대체 수송 개시.
- 2009년 12월: IC카드 전용 개찰기 설치.
- 2012년
  - 6월 4일: 승강장 회차 운전 개시.
  - 7월 10일: 스크린도어 사용 개시[1].
- 2015년 6월 11일: 북쪽 개찰구의 키요스크가 세븐 일레븐으로 전환됨에 따라 영업 개시.

## 사진

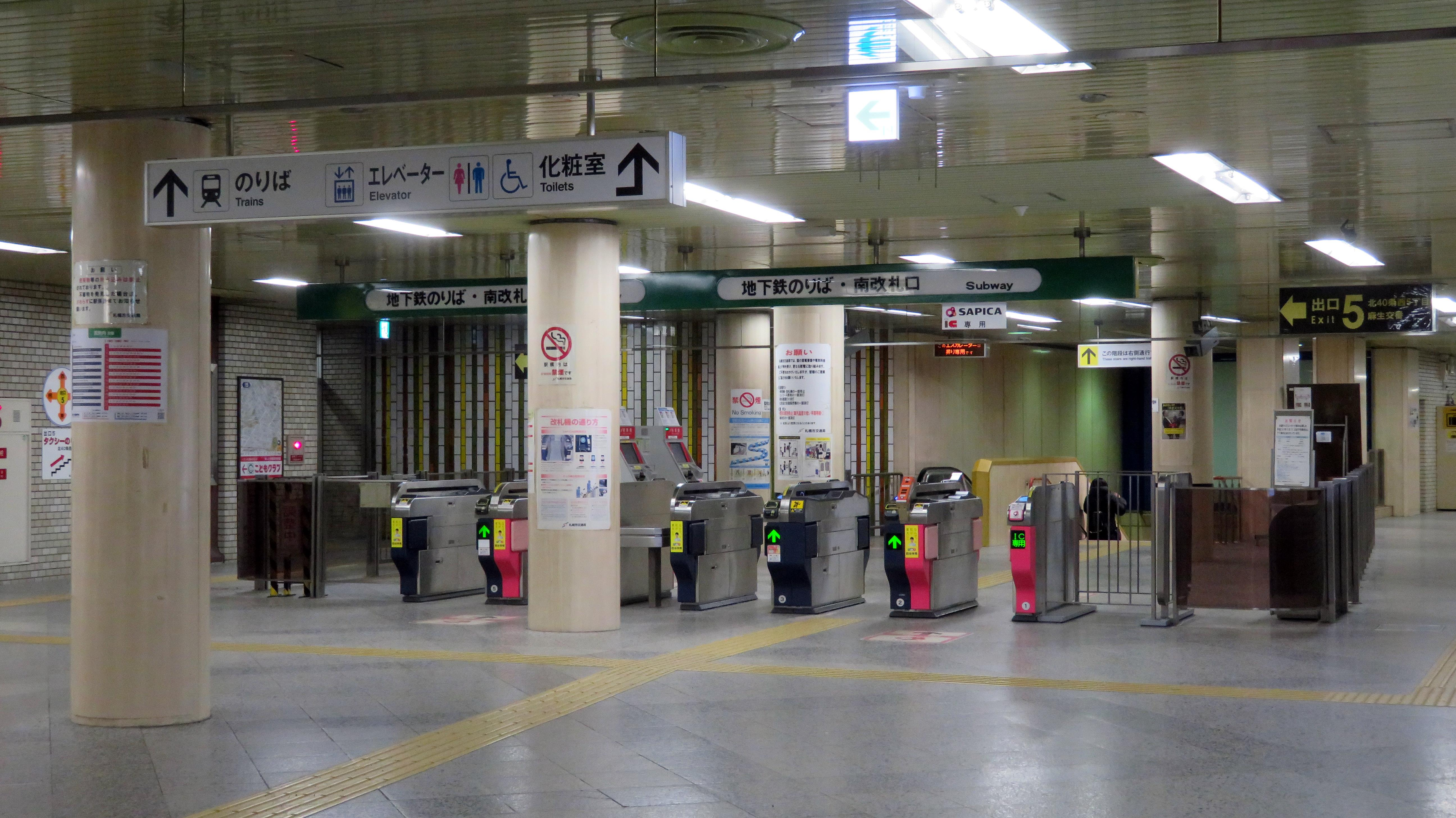
남쪽 개찰구

## 인접역
| 삿포로 시 교통국 지하철 난보쿠 선 | 삿포로 시 교통국 지하철 난보쿠 선 | 삿포로 시 교통국 지하철 난보쿠 선 |
| --------------------------------- | --------------------------------- | --------------------------------- |
| 시·종착역                         | ● 난보쿠 선                       | N02 기타34조 마코마나이 방면      |